# Renault 5
O Renault 5 foi um automóvel produzido pela Renault desde 1972 até 1996. Em 1980 foi lançada a versão R5 Turbo, com motor central 1.4 de 160 cv, projectado para competição. Em 1984 foi lançado o novo modelo, o chamado Super 5, com linhas exclusivas e mesma mecânica do seu antecessor.
No mercado português, o Renault 5 foi líder incontestado de vendas. No desporto automóvel nacional, conheceu inegável sucesso nos ralis, com as performances da equipa Renault Gest Galp com Joaquim Moutinho ao volante navegado por Edgar Fortes num Renault 5 Turbo. Posteriormente, o lançamento de um troféu monomarca, tanto em ralis como corridas de velocidade, tornaram o modelo Super 5, também chamado Supercinq, na sua versão 5 GT Turbo, extremamente popular e sendo a segunda geração do modelo.
A sua produção terminou em Abril de 1996.
Em 2015, a marca francesa de água gaseificada Perrier lançou o repto a três artistas urbanos franceses (JonOne, Sasu e Kobra) para redesenharem as suas latas. Como suporte a esta ação, foram criados, pelos três artistas, três art-cars baseados no Renault 5, tornando-os em verdadeiros ícones de arte e design automóvel. Estes carros foram colocados a leilão no Salão Retromobile de 2015 em Paris. 
A versão elétrica do Renault 5 foi apresentada a 26 de fevereiro de 2024, no Salão Automóvel de Genebra, e está disponível na Europa desde o verão de 2024. Em Portugal os preços do Renault 5 começam nos 27.500€.
Em março de 2025 foi apresentada uma versão mais potente chamada Renault 5 Turbo 3E, que presta homenagem ao Renault 5 Turbo original. Disponível numa serie de lançamento limitada a 500 exemplares, este é o modelo de produção mais potente de sempre da Renault, com 540 cv e 4800 Nm. Capaz de cumprir a aceleração 0-100 km/h em menos de 3,5 segundos, o Renault 5 Turbo 3E tem um preço de 155.000€ e entregas aos clientes previstas para o primeiro semestre de 2027. 